# Poundstock
Poundstock – osada w Anglii, w Kornwalii. Leży 101 km na północny wschód od miasta Penzance i 320 km na zachód od Londynu. W 2001 miejscowość liczyła 805 mieszkańców.